# Parafia św. Józefa w Wołożynie
Parafia św. Józefa w Wołożynie – rzymskokatolicka parafia znajdująca się w archidiecezji mińsko-mohylewskiej, w dekanacie wołożyńskim, na Białorusi.

## Historia
Parafia erygowana w 1475. W 1681 Józef Bogusław Słuszka ufundował klasztor bernardyński. W 1815 wzniesiono obecny kościół. W wyniku represji po powstaniu styczniowym władze carskie skasowały klasztor w 1860, a w 1866 skonfiskowały kościół i przerobiły go na cerkiew. Zlikwidowana parafia wołożyńska została włączona do parafii w Zabrzeziu.
Parafia odrodziła się w 1918, gdy kościół zwrócono katolikom. Przed II wojną światową parafia liczyła 2900 wiernych i należała do dekanatu Wiszniew archidiecezji wileńskiej.
Podczas wojny proboszcz wołożyński ks. Antoni Udalski został rozstrzelany przez Niemców za pomoc Żydom.
Po wojnie kościół został znacjonalizowany przez komunistów. Zwrócony po upadku ZSRS.